# Кения (лек крайцер, 1939)
Кения (на английски: HMS Kenya (14), – Кения) е лек крайцер на британския Кралски флот, от времето на Втората световна война. Един от крайцерите на тип „Фиджи“ (или Колъни,или Краун Колъни – 1-ва серия).
Поръчан по програмата от 1937 г., заложен в Alexander Stephens of Govan в Глазгоу на 18 юни 1938 г. Крайцерът е спуснат на вода на 18 август 1939 г., ставайки първият кораб носещ това име в британския флот. Кръстница на кораба при спускането му е нейно кралско височество Алиса, херцогиня Глостърска. Влиза в строй на 27 септември 1940 г.
Девизът на кораба е: „Cosilio fide vigilancia“ – „Благоразумие, вярност и бдителност“.

## История на службата
Първият капитан на кораба става Michael Maynard Denny. 300 члена на новия екипаж са преведени на борда от намиращия се в ремонт тежък крайцер HMS Exeter. При влизането си в строй корабът е снабден с радар за въздушно наблюдение тип „279“, другите видове радари са поставени по-късно. На 11 септември крайцерът започва с тридневно закъснение приемните изпитания, поради стачка на работниците от корабостроителницата, искащи допълнително заплащане за обслужването на крайцера по време на изпитанията. На 18 септември крайцерът влиза в док в Грийнок за оглед на корпуса след проведените ходови изпитания, а на 28 септември крайцерът отплава от Грийнок за Скапа Флоу на Оркнейските острови след края на приемните изпитания.
В Скапа Флоу крайцерът започва служба в състава на корабите на Флота на метрополията. Още на 7 октомври той е изпратен в далечен поход, влизайки в състава на ескорта на войсковия конвой WS3, и съпровождайки последния до Фрийтаун, където пристигат на 19 октомври. Във Фрийтаун крайцерът остава до 27 октомври, когато отплава обратно за Скапа Флоу. На 17 ноември крайцерът влиза в състава на 10-та ескадра крайцери след пристигането си в Скапа Флоу с посещения в Белфаст и Грийнок.
На 21 ноември крайцерът излиза на учебни стрелби съвместно с линейния крайцер HMS Hood и лекия крайцер HMS Aurora. На 10 декември отплава за Девънпорт за докуване. На 25 декември излиза от Девънпорт след съобщение за атака на войсковия конвой WS5A от немския тежък крайцер Адмирал Хипер. Самият конвой е разсеян и е необходимо отново да се събере. На 26 декември от крайцерите са забелязани немски самолети. Скоро след това крайцерът е изпратен за оказване на помощ на парахода Empire Trooper, който е повреден от 203-mm снаряд в боя с немския крайцер. На 28 декември в съпровождение на корветата HMS Cyclamen отконвоира парахода в Понта Делгада на Азорските острови. През януари на новата 1941 г. крайцерът в съпровождение на 4 корвети ескортира същия параход в Гибралтар, където корабите пристигат на 4 януари. На 5 януари крайцерът отплава от Гибралтар за съпровождане на тежкия крайцер HMS Berwick, повреден в същия бой с Адмирал Хипер. На 6 януари той се съединява със съединението, ескортиращо повредения HMS Berwick за Метрополията. То се състои от самолетоносача HMS Argus, и разрушителите HMS Wishart, HMS Forester, HMS Foxhound и HMS Fury. След присъединяването на „Кения“, трите последни разрушителя се отделят и отплават обратно за Гибралтар. Обаче още на 7 януари „Кения“ оставя съединението и се насочва за съединение с конвоя SL60, плаващ от Фрийтаун за Великобритания. На 13 януари с пристигането на конвоя в Клайд крайцерът го оставя и се насочва за Плимът, където пристига на 15 януари.
На 30 януари крайцерът излиза от Плимът за Грийнок за съпровождение на Атлантически конвои. На 1 февруари той се присъединява към отплаващия конвой OB281 за съпровождението му при Северозападните подходи. На 5 февруари крайцерът се отделя от конвоя, насочващ се към Фрийтаун, където пристига на 8 февруари. Оттам отплава още на 10 февруари в състава на ескорта на конвоя SL65. На 14 февруари той заедно със спомагателния крайцер HMS Bulolo продължава да ескортира конвоя, след обединението на последния с неговата бавна част (SL63 Slow) за съвместно плаване към Великобритания. На 20 февруари „Кения“ оставя конвоя и се насочва за Гибралтар, където пристига на 22 февруари. На 28 февруари той отново е в морето, за да се присъедини към ескорта на бавната част на конвоя SL66. На 9 март той се отделя от него, за да се присъедини към бързоходната част на същия конвой. На 10 март над крайцера се появяват немски самолети, които се отдалечават без да атакуват. На същия ден на повърхността на океана е забелязана италианска подводница, която се потопява веднага след като „Кения“ открива по нея огън от 152-mm оръдия. По-късно крайцерът се съединява с бързата част на конвоя, която напуска на 13 март и се насочва за Плимът.
На 17 март крайцерът отплава от Плимът съвместно с линейния крайцер HMS Renown и самолетоносача HMS Ark Royal към югозападните подходи, за да срещне пристигащия конвой SL67, плаващ от Фрийтаун. Счита се, че този конвой може да бъде подложен на атака от двата немски линкора „Шарнхорст“ и „Гнейзенау“. На 19 март крайцерът напуска конвоя, за да съпровожда друг пристигащ конвой – HG56 от Гибралтар. Както и преди Адмиралтейството смята, че съществува риск от атака на конвоите от немските линейни кораби. На 23 март той се присъединява към конвоя и има съвместни учения с подводната лодка HMS Olympus, влизаща в състава на конвоя. На 31 март крайцерът съвместно с конвоя пристига в Клайд.
На 6 април крайцерът отплава от Клайд и се присъединява към корабите за прикритие от надводни атаки. На 15 април той завършва патрулирането и се насочва за Скапа Флоу, където пристига на 18 април, и е назначен в отряда на корабите, прикриващи северозападните подходи. На 24 април той излиза в качеството на прикритие на 1-ва минно-заградителна ескадра, провеждаща операцията SN71 по поставяне на заграждения на линията Исландия – Фарьорски острови. На 29 април корабите се връщат в Скапа Флоу. От 8 до 15 май крайцерът участва в поредната операция за поставяне на мини – SN9B.

### Ловът на „Бисмарк“
На 22 май крайцерът отплава от Скапа Флоу в търсенето на немския линеен кораб „Бисмарк“ в състава на съединение кораби – линкора HMS King George V, самолетоносача HMS Victorious, леките крайцери HMS Aurora, HMS Galatea и HMS Hermione в съпровождение на разрушителите HMS Intrepid, HMS Inglefield, HMS Punjabi, HMS Lance, HMS Active и HMS Windsor. На 24 май крайцерът съвместно с крайцерите HMS Aurora и HMS Hermione в съпровождение на разрушители се отделят за съпровождение на самолетоносача, провеждащ въздушното търсене на „Бисмарк“ след потопяването от последния на британския линеен крайцер HMS Hood. На 27 май, след потопяването на „Бисмарк“, съвместно с крайцера HMS Aurora, оставя съпровождаемите кораби и отплава за зареждане в Хвалфьордур, Исландия. На 30 май двата крайцера отплават от Хвалфьорд за издирване южно от Гренландия на немските снабдителни съдове, засечени в този район за зареждане на „Бисмарк“. За тяхното местонахождение става известно след разшифровка на немските съобщения, предадени с помощта на шифровъчната машина Енигма. На 31 май крайцерите спасяват оцелелите от парахода Marconi, потопен от немска подводница на 26 май. На 3 юни британските крайцери откриват немския танкер Belchen (6367 брт) в процес на зареждане на подводната лодка U-93. Крайцерите откриват артилерийски огън, танкерът е подпален и получава крен на десния борд, след което е довършен с торпедо на HMS Aurora. U-93 по време на боя се потопява, изплавайки с края му и спасява някои от оцелелите от състава на екипажа на танкера.
От 16 юни крайцера участва в поредната операция по прикритие на минниране – SN66. На 25 юни със завръщането му в базата от следващото миниране – SN70B, „Кения“ се сблъсква с разрушителя HMS Brighton от състава на силите на близкото прикритие. Крайцерът получава удар по десния борд в района на кула „B“. Разрушителят е с повреди по носовата част и е отбуксиран в Исландия за провеждане на предварителен ремонт преди основния в Метрополията. „Кения“ пристига в Розайт и влиза за ремонт. На 28 юли влиза в док. В хода на ремонта на борда на крайцера е монтирана радарна установка за надводно наблюдение Type 271 и двойка 20-mm „Eрликона“, които са поставени на платформа зад кула „B“. Опитът от тяхната експлоатация впоследствие показва, че автоматите могат да се повредят при стрелба от издигнатите оръдия на главния калибър и на крайцерите от този тип, зенитните установки повече не се поставят там. В края на август крайцерът се връща в Скапа Флоу в състава на флота.
На 4 септември крайцерът излиза заедно с разрушителя HMS Lightning за ескорт на бързоходния минен заградител HMS Manxman, изпълняващ поставяне на заграждения при полуостров Stadlandet в южна Норвегия.

### Операция „Алебарда“
На 17 септември крайцерът е включен в планиращата се операция по доставка на подкрепления за Малта. „Кения“ е задействан като флагмански кораб на вицеадмирал Бароу, командващ ескортните сили в операцията по доставка на наземен персонал на RAF в Гибралтар. След това крайцерът участва в операция Halbard („Алебарда“), влизайки кратковременно на 28 септември съвместно с крайцерите HMS Euryalus, HMS Hermione и HMS Sheffield в Малта. Още на 30 септември крайцерът се връща в Гибралтар.

### Потопяването на Kota Pinang
На 1 октомври „Кения“, заедно с крайцера HMS Sheffield, е изпратен в Атлантика за прихващане на немските съдове за снабдяване, местоположението на които е определено по резултат на прихващане на радиопреговорите на блокадопробивача Rio Grande (6062 брт) плаващ от Япония. Той успява да се изплъзне, за сметка на това на 3 октомври хидроплан от „Кения“ открива немския съд Kota Pinang (7275 брт) плаващ от Бордо, съдът е подпален и потъва след взрив, в точката 43°26′ с. ш. 24°30′ з. д. / 43.433333° с. ш. 24.5° з. д.. Съпровождащата съда подводна лодка U-129 не успява да атакува вражеските кораби, но след оттеглянето им спасява 119 души и на 6 октомври ги предава на борда на испански буксир. На 6 октомври двата крайцера съвместно пристигат в Грийнок и отново влизат в състава на Home Fleet.

### Арктическите конвои и първи поход в СССР
На 8 октомври крайцерът влиза за ремонт в корабостроителница след повреди, получени поради лошо време. На 10 октомври след завършването на ремонта преминава от Грийнок в Скапа Флоу. На 31 октомври крайцерът съвместно с разрушителите HMS Bedouin и HMS Intrepid излиза за участие в прихващащ патрул с базиране в Исландия. На 6 ноември крайцерът взема в Сейдисфьордюр на борда си съветския генерал Громов и щабни офицери, които трябва да достави в Мурманск. На 9 ноември съпровожда спомагателния минен заградител от 1-ва минно-заградителна ескадра в поредното минно поставяне – операцията SN 83B. След съпровождението на заградителя обратно в Исландия, крайцерът съвместно с разрушителите HMS Bedouin и HMS Intrepid тръгва за съединение с конвоя PQ-3, с който корабите се срещат на 14 ноември. Преди това в условията на лошо време един човек от екипажа на крайцера е отнесен зад борда. На 20 ноември крайцерът се отделя от конвоя и се насочва за Мурманск, за да свали своите пътници.
На 21 ноември крайцерът съвместно с разрушителите HMS Bedouin и HMS Intrepid и съветските есминци Громкий и Гремящий излиза в търсене на вражески съдове при североизточното крайбрежие на Норвегия. В нощта на 24 по 25 ноември съединението в същия състав обстрелва норвежкия порт Вадьо. На 27 ноември крайцерът взема на борда персонал на RAF от 151 крило, който за кратко време воюва на изтребителите Хърикейн на територията на СССР. На 28 ноември „Кения“ съвместно с разрушителите HMS Bedouin и HMS Intrepid и тралчика HMS Gossamer отплават от Архангелск в качеството на ескорт на обратния конвой QP-4. На 3 декември крайцерът се отделя от конвоя и се насочва за Розайт, където пристига на 6 декември и влиза за планово техническо обслужване и за монтаж на паропроводи, намаляващи последствията от обледеняванията на горната палуба. Също е поставен радар за управление на огъня на главния калибър Type 284, а също и Type 273 вместо остарелия Type 271. На 8 декември след попадение на бомба в сухия док има убити.

### ОперацияArchery
На 15 декември, с края на ремонта, се пристъпва към подготовителните упражнения по огнева поддръжка на планиращия се десант на британски командоси на Лофотенските острови. На 24 декември крайцерът съвместно с разрушителите HMS Onslow, HMS Offa, HMS Oribi и HMS Chiddingfold отплава от Скапа Флоу в качеството на ескорт на десантните кораби на пехотата HMS Prince Charles и HMS Prince Albert, товарещи войски за десантите в Вогсьой и Мольой при поддръжка на авиация (Operation Archery). На 25 декември съединението е принудено да се укрие в Sullom Voe на Шетландските острови поради неблагоприятното време, при което е повреден HMS Prince Charles, операцията е отложена с 24 часа. На 26 декември съединението продължава похода прикривано от нападения от страна на морето от корабите на Home Fleet. На 27 декември отрядът морска пехота започва прехвърлянето на специалните десантни кораби, превозвани на борда на десантните транспорти. Под прикритие на огъня на корабите отрядите „Командос“ и морска пехота слизат на брега. При десанта също участват и норвежки войски и кралските сапьори. При десанта „Кения“ е подложен на спорадични въздушни атаки, а също и обстрел на бреговата батарея, получавайки от последната повреди. На 28 декември отрядът се връща в Скапа Флоу с 343 норвежци, желаещи да влязат в редиците на британската армия. На 1 януари 1942 г. крайцерът влиза за ремонт за отстраняване на повредите, след което провежда учения, базиран в Скапа Флоу.
На 17 януари „Кения“ съвместно с крайцерите HMS Sheffield и HMS Suffolk излиза в морето в издирване на немския линкор „Тирпиц“, след съобщенията за негово излизане в Северно море. След края на търсенията пристига в Хвалфьордур. На 21 януари съвместно с крайцера HMS Nigeria се връща в Скапа Флоу, след провеждането на прихващащо патрулиране при северозападните подходи. Още на 22 януари излиза в пореден патрул между Фарьорите и Исландия. На 27 януари 1942 г. крайцерът, базиран в Исландия, съвместно с крайцерите HMS Sheffield и HMS Trinidad, е включен в състава на Северния патрул между Исландия и Фарьорските острови. В началото на февруари „Кения“ е определен за прикритие на операция по миниране при норвежкия бряг (операция EA), която впоследствие е отменена. Но крайцерът все пак на 16 февруари прикрива спомагателните минни заградители HMS Agamemnon, HMS Menestheus и HMS Port Quebec, които поставят мини на северния бараж между Исландия и Фарьорите (Операция SN84). На 21 февруари крайцерът се връща в Скапа Флоу.

### PQ-12 и QP-8
С началото на март „Кения“ преминава в Исландия, където се съединява с линейния крайцер HMS Renown, линкора HMS Duke of York, разрушителите HMS Faulknor, HMS Eskimo, HMS Punjabi, HMS Fury, HMS Echo и HMS Eclipse. На 3 март това съединение отплава от Хвалфьордур за провеждане на прикритието на конвоя PQ-12 до Мурманск и обратния QP-8. На 5 март то се съединява с конвоя PQ12, плаващ от Рейкявик, и в същия ден е открито от немския самолет Focke-Wulf Fw 200 Condor. „Кения“ на 6 март оставя конвоя и се присъединява към състава на силите на Home Fleet в състав линкора HMS King Gorge V, самолетоносача HMS Victorious, тежкия крайцер HMS Berwick, и разрушителите HMS Onslow, HMS Ashanti, HMS Intrepid, HMS Icarus, HMS Lookout и HMS Bedouin, излезли от Скапа Флоу и присъединили се към силите от Исландия на 4 март. На 7 март е получено съобщение за излизането на „Тирпиц“ в открито море. На 8 март крайцерът влиза в състава на конвоя. На 12 март крайцерът се отделя от конвоя и пристига в Колския залив. На 22 март крайцерът, макар и да е планиран за прикритието на обратния конвой QP-9, излиза в самостоятелно плаване с 10 тона златни кюлчета на борда, пристигайки на 29 март в Скапа Флоу, където неговият екипаж е сменен.
На 18 април крайцерът отплава за поредното прикритие на спомагателните минни заградители HMS Southern Prince, HMS Port Quebec, HMS Agamemnon и HMS Menestheus, изпълняващи миниране между Исландия и Фарьорите (Операция SN88).

### PQ-15 и QP-11
На 28 април крайцерът елиза в състава на силите за далечно прикритие (състоящи се от линкора HMS King George V, американския линкор USS Washington (BB-47), тежкия крайцер HMS Kent, американските тежки крайцери USS Tuscaloosa (CA-37) и USS Wichita (CA-45), разрушители на кралския флот и 4 разрушителя на американския) на поредната двойка арктически конвои: PQ-15 и QP-11. На 2 май остава в състава на силите на флота, когато линкора HMS King George V таранира и потопява разрушителя HMS Punjabi. С края на операцията пристъпва към продължаване на прихващащото патрулиране.

### ОперацияHarpoon
През юни крайцерът е назначен за провеждане на планиращата се поредна доставка на подкрепления за Малта (операция Harpoon). На 4 юни крайцерът излиза заедно с крайцера HMS Liverpool и разрушителите HMS Bedouin, HMS Escapade, HMS Icarus, HMS Marne, HMS Matchless, HMS Onslow, и ескортните миноносци HMS Badsworth, HMS Blankney, HMS Middleton и полския Kujawiak, в качеството на ескорт на войсковия конвой WS-19S, плаващ за Гибралтар. На 11 юни в Гибралтар крайцерът влиза в състава на съединение W, прикриващо конвоя GM-4 при прехода през Средиземно море към Малта. В състава на съединението, освен „Кения“ влизат линкора HMS Malaya, самолетоносачите HMS Eagle и HMS Argus, крайцерите HMS Liverpool и HMS Charybdis, разрушителите HMS Onslow, HMS Escapade, HMS Icarus, HMS Wishart, HMS Westcott, HMS Wrestler, HMS Vidette, HMS Antelope. В течение на 14 юни конвоят е подложен на тежки въздушни атаки, в хода на които крайцерът HMS Liverpool получава торпедно попадение и е принуден да се върне на буксир в Гибралтар. На 15 юни крайцерът остава с основните сили, когато конвоят и непосредственото му прикритие преминават през сицилианските теснини за Малта. На 16 юни „Кения“, съвместно с крайцера HMS Charybdis, се отделят от основните сили, в позиция западно от проливите и очакват корабите от състава на силите на непосредственото прикритие, които срещат вечерта на 17 юни. На 18 юни проредените сили в състав „Кения“, крайцерите HMS Charybdis и HMS Cairo и разрушителите HMS Blankney, HMS Ithuriel, HMS Marne и HMS Middleton пристигат в Гибралтар. Още на 20 юни „Кения“ се насочва за Скапа Флоу, носейки на борда оцелелите от потопения полски Kujawiak, пристигайки там на 24 юни.

### Операция „Пиедестал“ и торпедно попадение
На 1 юли крайцерът съпровожда от Тайн в Розайт най-новия линкор HMS Howe, влязъл в строй след построяването му. След това крайцерът отново се връща към патрулите от Исландия, но в края на месеца се връща в Скапа Флоу, тъй като е определен за участие в поредния конвой за Малта (Операция „Пиедестал“). На 29 юли прави преход от Скапа Флоу в Клайд, за да се присъедини към силите за охрана на конвоя. На 3 август крайцерът влиза в състава на силите: линкорите HMS Nelson, HMS Rodney, самолетоносача HMS Furious, крайцерите HMS Nigeria, HMS Manchester (присъединил се по-късно), разрушителите HMS Amazon, HMS Ashanti, HMS Eskimo, HMS Malcolm, HMS Pathfinder, HMS Penn, HMS Quentin, HMS Somali, HMS Tartar, HMS Venomous, HMS Wishart, HMS Wolverine, HMS Bicester, HMS Bramham, HMS Derwent, HMS Ledbury, HMS Wilton и HMS Zetland, съпровождащи конвоя WS-21S. На 10 август крайцерът влиза в състава на Съединение „X“: крайцерите HMS Cairo, HMS Manchester и HMS Nigeria, разрушителите HMS Ashanti, HMS Bicester, HMS Bramham, HMS Derwent, HMS Foresight, HMS Fury, HMS Icarus, HMS Intrepid, HMS Ledbury, HMS Pathfinder, HMS Penn и HMS Wilton и буксира HMS Jaunty. „Кения“ става водещ кораб в дясната колона на началния етап след Гибралтар. На 11 август конвоят е подложен на въздушни атаки и атаки на подводници, в една от които U-93 атакува и потопява самолетоносача HMS Eagle, заедно с който загиват над 200 души от неговия екипаж. На 12 август италианската подводница Alagi след 21:00 на позиция 37°52′ с. ш. 9°21′ и. д. / 37.866667° с. ш. 9.35° и. д. изстрелва четири торпеда в „Кения“; крайцерът почти успява да се отклони, но четвъртото торпедо уцелва кораба в форщевена. Той продължава движение с конвоя, и е способен да развие скорост 25 възела.
На 15 август крайцерът пристига в Гибралтар. На 17 август влиза в док за временен ремонт на носа. На 20 август отплава за Скапа Флоу и пристига там на 25 август. На 30 август крайцерът прави преход до Тайн, до цивилната корабостроителница South Shields, където на 31 август влиза за ремонт и модернизация, които продължават до края на годината. В хода им е сменен радарът за въздушно наблюдение Type 279 с Type 281, поставени са радари за управление на огъня Type 282 и 285, а също и 6 сдвоени 20-mm Ерликон.

### Служба в Източния флот
След ремонта крайцерът е определен за служба в Източния флот. На 8 януари 1943 г. на крайцера е сменен командира. На 12 януари крайцерът преминава в Розайт за подготовка към последващата служба, а на 18 януари преминава в Скапа Флоу, влизайки в състава на Home Fleet и оставайки в неговия състав в течение на целия февруари. На 8 март крайцерът пристига в Плимът и е за кратко подчинен на Плимътското командване. Крайцерите са разгръщани за защита на корабоплаването при югозападните подходи и атаки над вражеските кораби при бреговете на Франция.
На 12 март крайцерът е в състава на ескорта на отплаващ конвой за Гибралтар, където пристига на 18 март. На 22 март той поема нататък към Фрийтаун, където пристига на 27 март. На 30 март заедно с разрушителите HMS Quadrant и HMS Redoubt излиза в качеството на океански ескорт на войсковия конвой WS28, плаващ за Средния Изток на участъка от неговия преход между Фрийтаун и нос Добра Надежда. На 11 април с пристигането на конвоя в Кейптаун, „Кения“ се отделя от него и прави преход до Саймънстаун. На 15 април отново се присъединява към конвоя. На 25 април окончателно напуска конвоя и пристига в Килиндини, започвайки службата си в състава на Източния флот. Там той влиза за планов ремонт и е пребоядисан в камуфлажа използван от Източния флот. С края на ремонта крайцерът преминава в Дърбан, попътно съпровождайки конвой, плаващ на юг. На 26 май в Дърбан се присъединява към войсковия конвой WS29 и го съпровожда до Килиндини, където пристигат на 1 юни. От 6 юни „Кения“ съпровожда войскови транспорт в Диего Суарес, след което се връща на 10 юни в Килиндини. На 18 юни съпровожда 2 транспорта до Коломбо, след което преминава в главната база на Източния флот – Тринкомале. На 20 юни той се връща в Коломбо и влиза в док, с излизането от който през юли се връща в Тринкомале и провежда учение с корабите на Източния флот.
На 4 август крайцерът отплава от Тринкомале за среща с войсковия конвой US20, плаващ към Средния Изток. На 9 август той пристъпва към неговата охрана съвместно с нидерландския крайцер HNLMS Tromp. На 20 август крайцерът, след зареждане на атола Аду, пристига в Килиндини, където на 24 август отново е сменен командирът му. През септември, базиран в Килиндини, крайцерът извършва патрулирания в Индийския океан, а също провежда учения съвместно с подводницата HMS Osiris и тежкия крайцер HMS Suffolk, приключил ремонт в Дърбан. В началото на октомври крайцерът, в съпровождение на конвоя, отплава за Цейлон, пристигайки на 12 октомври в Коломбо. След това базирайки се в Тринкомале провежда учения заедно с корабите на флота. На 9 ноември се насочва от Тринкомале в Бомбай за демонстрация на флага. С края на тази операция преминава в Килиндини за подсигуряване на защитата на корабоплаването. Излиза в безуспешни издирвания на японски рейдери в Бенгалския залив.
От 4 до 9 декември крайцерът излиза на учения из Тринкомале съвместно с крайцера HMS Newcastle. На 13 декември, по време на къпане в залива, на борда на крайцера става нещастен случай. От 17 до 24 декември отново съвместно с крайцера HMS Newcastle „Кения“ провежда учения. На 5 януари, на новата 1944 г., двата крайцера отново са на учения, този път с крайцерите HMS Ceylon и HMS Sussex. На 9 януари съвместно с крайцера HMS Newcastle е изпратен в Мадрас с официална визита, но още на 10 януари крайцерите са отозовани в Коломбо за специална операция. На 12 януари крайцерът заедно с крайцерите HMS Newcastle и HMS Suffolk, ескортния самолетоносач HMS Battler, спомагателния крайцер HMS Canton, австралийския разрушител HMАS Nepal и фрегатата HMS Bann отплава за търсене на блокадопробивач югоизточно от Мавриций (Операция Thwart). На 23 януари, съвместно с разрушителя HMS Nepal, „Кения“ образува Съединение 64 (Force 64), отплавайки от залива Tombau и провеждайки търсения югоизточно от острова, самолетите на ескортния самолетоносач HMS Battler подсигуряват разузнаването. На 30 януари операцията след безуспешното издирване е отменена поради лошото време.
След това крайцерът от Мавриций отплава за ремонт в Саймънстаун, където влиза в док до 10 март. В хода на ремонта на крайцера допълнително са поставени още 2 сдвоени „Ерликона“. Самият ремонт продължава до април. След провеждане на изпитания в залива и открито море, крайцерът, на 15 април, излиза в патрулиране по защита на корабоплаването, в хода на което на него се провеждат и учения. На 24 април той пристига в Килиндини. На 25 април крайцерът в състава на прикритие на редовен конвой отплава за Коломбо. На 4 май крайцерът за кратко влиза в док в Бомбай.
На 6 май крайцерът под флага на команващия 4-та ескадра крайцери излиза в състава на Съединение 65 (Force 64): линкорите HMS Queen Elizabeth и HMS Valiant, линейният крейсер HMS Renown, френския линкор Richelieu, хландския крайцер HNLMS Tromp разрушителите HMS Rotherham, HMS Racehorse, австралийските разрушители HMАS Quiberon, HMАS Quality, HMАS Napier, HMАS Nepal, и нидерландския разрушител HNLMS Van Galen. Съединение 65 прикрива въздушната атака на самолетоносачите HMS Illustrious и американския USS Saratoga (CV-3) над Сурабая (Операция Transom). На 15 май съединението се дозарежда в залива Exmouth в Западна Австралия от танкери на Съединение 67, след което излиза за провеждане на операцията. На 17 май самолетоносачите нанасят удар, който предизвиква значителни разрушения, след което корабите обръщат към Цейлон. На 18 май USS Saratoga (CV-3) се отделя от съединението и се връща в състава на американския Тихоокеански флот. На 27 май британските кораби се връщат в Тринкомале с количество гориво, което не позволява каквито и да е последващи действия. Недостигът на флотски танкери в Цейлон води до това, че корабите се зареждат в течение на 3 дена.
В началото на юни крайцерът излиза на учения в Полкския пролив между Цейлон и континентална Индия, след което се връща в Тринкомале за провеждане на планиращия се удар по Андаманските острови (Операция Pedal). На 19 юни „Кения“ в състава на Съединение 60 (Force 60): самолетоносача HMS Illustrious, линейния крайцер HMS Renown, френския линкор Richelieu, крайцерите HMS Nigeria и HMS Ceylon разрушителите HMS Quilliam, HMS Quality, HMS Quickmatch, HMS Rotherham, HMS Racehorse, HMS Relentless, HMS Roebuck и HMS Raider за въздушна атака над Порт Блеър. На 21 юни корабите излизат на позиция за атака, като корабите на съединението усилват неговото ПВО. На 23 юни Съединението се връща в Тринкомале. На 27 юни крайцерът отново излиза за учения в Полкския пролив.
Към този момент към Източния флот се присъединяват самолетоносачите HMS Indomitable и HMS Victorious, което позволява да се провеждат въздушни операции с повече от един самолетоносач. Н 4 юли „Кения“ взема на борда си сто индийски войника и ги доставя на атола Аду. На 10 юли той се връща в Коломбо превозвайки на борда докови работници.
На 22 юли крайцерът влиза в състава на Съединение 62 (Force 62): линкорите HMS Queen Elizabeth и HMS Valiant, линейният крайцер HMS Renown, френския линкор Richelieu, крайцерите HMS Nigeria, HMS Ceylon, HMS Cumberland, HMS Phoebe, холандския крайцер HNLMS Tromp, разрушителите HMS Relentless, HMS Rotherham, HMS Racehorse, HMS Raider, HMS Roebuck, HMS Rapid, HMS Quilliam, HMS Quality и HMS Quickmatch съпровождащи въздушната атака по летищата на Сабанг, с едновременен обстрел над залива и бреговите портови съоръжения (Операция Crimson). На 24 юли крайцерът остава с главните сили, когато самолетоносачите и три разрушителя се отделят и поемат към точката за начало на атаката. На 25 юли крайцерът се отделя за обстрел на радиостанцията на остров Пуло Вех и водене на контрабатареен огън по бреговите батареи. На 26 юли заедно с корабите на Съединението поема обратно за Тринкомале.
През първата половина на август крайцерът, съвместно с крайцера HMS Ceylon и разрушителите HMS Rotherham, HMS Redoubt, HMS Raider, HMS Rapid и HMS Rocket, съпровождат линкора HMS Howe на финалния етап от прехода му до Коломбо. Линкорът трябва да бъде основата на формирания британски Тихоокеански флот. На 19 август всички тези кораби съпровождат самолетоносачите HMS Indomitable и HMS Victorious, съставяйки Съединение 64 (Force 64). Самолетоносачите трябва да нанесат удар по Паданг и Emmerhaven (Операция Banquet). Тази операция трябва да отвлече японските сили от американските операции, провеждани до Нова Гвинея. На 22 август корабите се зареждат от флотския танкер HMS Easedale. На 24 август е нанесен самият въздушен удар, а на 27 август се връщат в Тринкомале. В хода на операцията става ясно, че новият британски линкор не може да поддържа своята максимална скорост от 28 възела, а също има намалена далечина на плаване. На 28 август крайцерът преминава в Коломбо и завършва четвъртата година на службата си.
В началото на септември крайцерът, съвместно с ескадрата и флота, провежда тренировки, с края на които се връща на 11 септември в Тринкомале. На 14 септември крайцерът в състава на съединение 63 (Force 63): линкора HMS Howe, самолетоносачите HMS Indomitable и HMS Victorious, тежкият крайцер HMS Cumberland, разрушителите HMS Rotherham, HMS Redoubt, HMS Relentless, HMS Racehorse, HMS Rapid и HMS Rocket излиза за провеждане на поредната въздушна атака – този път над железопътната станция в Sigli, на Суматра и провеждане на въздушно разузнаване (Операция Light). На 17 септември част A от операцията (удар по летищата и разузнаването) е отменена, но на следващия ден е изпълнена част B от операцията. На 20 септември Съединението се връща в Тринкомале. В хода на операцията се изясняват различни грешки, в т.ч. системата за свръзка и провеждането на товарните работи.
На 25 септември „Кения“ излиза за съпровождане на базата за подводници HMS Maidstone от Цейлон във Фримантъл, където корабите пристигат на 3 октомври. На 15 октомври той отплава от Фримантъл за съпровождение на войсковия транспорт HMS Dunnotar Castle. На 23 октомври към тях се присъединяват разрушителите HMS Pathfinder и HMS Paladin. На 25 октомври крайцерът се отделя от тях и предприема преход за атола Аду за дозареждане. Обаче още на 26 октомври е пренасочен за Коломбо за влизане в док за неголям ремонт. На 8 ноември крайцерът отплава за Тринкомале за продължаване на службата, където пристига на 11 ноември. Там той излиза с флота за учения и стрелби в рамките на планиращия се десант в Бирма. На 22 ноември крайцерът е придаден с 5-та ескадра крайцери на Източния флот във формиращия се британски Тихоокеански флот.
На 1 декември заедно с крайцерите HMS Nigeria, HMS Newcastle и HMS Phoebe, „Кения“ образува Съединение 61 (Force 61) което излиза с командващия Източния флот на борда за посещение на базите по крайбрежието на Бирма, които е планирано да се използват за настъплението в Бирма. На 19 декември „Кения“ с командващия Източния флот на борда се насочва за Калкута за официално посещение, където и пристига на 20 декември. На 26 декември той отплава от Калкута и се насочва за Бомбай. На 5 януари 1945 г. от борда на крайцера се провеждат учения по десант на морски пехотинци при Бомбай, за което са използвани и 4 десантни кораба. На 11 януари крайцерът излиза заедно с крайцерите HMS Phoebe, HMS Nigeria и HMS Newcastle и разрушителите HMS Paladin и HMS Rapid, за провеждането на подобни учения. На 23 януари тези кораби, с изключение на HMS Phoebe, излизат в състава на Съединение 65 за поддръжка на десанта на морските пехотинци на остров Cheduba, която се провежда на 26 януари (Операция Sankey). На 28 януари крайцерът преминава към остров Ramree за усилване на Съединение 64, осъществяващо бомбардировка на брега (Операция Matador). На 29 януари „Кения“ се връща към остров Cheduba. До 31 януари той поддръжа морската пехота преди да се върне в Тринкомале.
На 22 февруари крайцерът отплава от Тринкомале в състава на Съединение 62: ескортните самолетоносачи HMS Empress и HMS Ameer, разрушителите HMS Volage, HMS Virago и HMS Vigilant, фрегатите HMS Spey, HMS Swale и HMS Plym за провеждане на авионосна въздушна разузнавателна операция в Андаманско море (Операция Stacey). В хода на операцията на фрегатата HMS Spey са открити неизправности и на 26 февруари тя е заменена с фрегатата HMS Trent от състава на танкерното Съединение 61. От 25 февруари провеждат полети над провлака Кра, островите Пукет, Пенанг, Langkawi и Butong Islands, а също над нос Виктория в Малая и Северна Суматра. На 1 март корабите са подложени на въздушна атака, която е отбита от самолетите на самолетоносачите. След това корабите поемат към островите Симилан. На 5 март с края на операцията корабите отплават за Цейлон, пристигат в Тринкомале на 7 март. На 15 март крайцерът провежда артилерийската поддръжка на десанта в Letpan (Операция Turret), с края на която е решено да се насочи към Метрополията през Дърбан и нос Добра Надежда.
На 28 март крайцерът отплава от Коломбо, пристигайки в Дърбан на 6 април. Там на 15 април от крайцера е свалена кулата на главния калибър „X“. Това е направено за последващо усилване на зенитното въоръжение. Самата кула е планирана за използване като замяна при повреждане на други кораби в региона. На 23 април крайцерът отплава към Кейптаун след като взема на борда си златни кюлчета за Метрополията. После крайцерът се насочва за Шиърнес с отбиване във Фрийтаун. На 13 май той пристига в Шиърнес и преминава в Чатъм, където завършва процеса на разоръжаване. На 6 юни влиза за ремонт и модернизация, която завършва едва през декември 1945 г.

## Коментари
1. ↑  Всички данни се привеждат към момента на влизане в строй.